# Termes (Lozère)
Termes (okzitanisch: Tèrmes) ist ein Ort und eine südfranzösische Gemeinde mit 219 Einwohnern (Stand: 1. Januar 2022) im Département Lozère in der Region Okzitanien (vor 2016 Languedoc-Roussillon). Die Gemeinde gehört zum Arrondissement Mende und zum Kanton Peyre en Aubrac. Die Einwohner werden Termois genannt.

## Lage
Termes liegt im Nordosten des zum Zentralmassiv gehörenden Hochplateaus des Aubrac etwa 41 Kilometer nordwestlich von Mende. Das Gemeindegebiet gehört zum Regionalen Naturpark Aubrac. Umgeben wird Termes von den Nachbargemeinden Albaret-le-Comtal im Norden, Les Monts-Verts im Osten und Nordosten, La Fage-Saint-Julien im Südosten, Noalhac im Süden und Südwesten, Fournels im Westen sowie Arzenc-d’Apcher im Nordwesten.

## Bevölkerungsentwicklung
| Jahr                       | 1962 | 1966 | 1975 | 1982 | 1990 | 1999 | 2006 | 2018 |
| -------------------------- | ---- | ---- | ---- | ---- | ---- | ---- | ---- | ---- |
| Einwohner                  | 267  | 221  | 183  | 196  | 172  | 202  | 208  | 213  |
| Quellen: Cassini und INSEE |      |      |      |      |      |      |      |      |